# Монтгомери, Джим
Джим Монтго́мери (англ. Jim Montgomery; род. 30 июня 1969, Монреаль, Квебек) — канадский хоккеист и бывший главный тренер клубов НХЛ «Даллас Старз» и «Бостон Брюинз». В настоящее время является главным тренером клуба НХЛ «Сент-Луис Блюз».

## Карьера игрока
Начинал серьезно заниматься в хоккее на родине. Первые успехи к Монтгомери пришли в студенческой команде Университет Мэна. Несмотря на то, что нападающий не был задрафтован клубами НХЛ, в 1993 году ему удалось заключить контракт с клубом «Сент-Луис Блюз». Позднее канадец выступал за другие коллективы НХЛ: «Монреаль Канадиенс», «Филадельфия Флайерз», «Сан-Хосе Шаркс» и «Даллас Старз». Однако ни в одном из них он не смог закрепиться. Всего за шесть сезонов в лиге он провел 122 матча, в которых набрал 34 очка. Куда лучше канадец выступал в АХЛ. Пять сезонов он набирал там более 70 очков. В 1996 году ему удалось попасть на матч всех звезд лиги.
В 2003 году после форвард перебрался в российскую Суперлигу. После небольшого просмотра канадец подписал контракт с уфимским «Салаватом Юлаевым». В первых матчах Монтгомери показывал неплохой хоккей и неплохо взаимодействовал с Андреем Скабелкой. Однако после новогодних праздников он перестал попадать в состав и контракт с ним был расторгнут. В Суперлиге нападающий так и не смог забить ни одной шайбы. Через год хоккеист завершил свою карьеру.

## Карьера тренера
Много лет Джим Монтгомери работал с американскими юниорскими и студенческими командами. С «Денвер Пионерс» наставник побеждал в чемпионате NCAA и дважды — в конференции NCHC, с «Дюбюк Файтинг Сэйнтс» дважды завоевал Кубок Кларка.
4 мая 2018 года специалист сменил Кена Хичкока на посту главного тренера клуба НХЛ «Даллас Старз». Таким образом он стал всего лишь четвертым тренером, получившим первую работу в лиге сразу после колледжа. 10 декабря 2019 года Монтгомери был уволен из «Старз» с формулировкой «проблемы личного характера». Позже стало известно, что у Джима проблемы с алкоголизмом.
1 июля 2022 года подписал контракт на работу главным тренером клуба «Бостон Брюинз». В Бостоне Монтгомери стал 30-м главным тренером в истории команды. В регулярном сезоне "Бостон" выступил сверх-удачно, благодаря чему Монтгомери был назван лучшим тренером, выиграв Награду Джека Адамса. 19 ноября 2024 года был уволен со своего поста после 20 игр сезона: 8 побед, 12 поражений из которых 3 в овертайме.

## Награды и достижения
- Обладатель Кубка Колдера — 1997/98.
- Попадание на матч всех звёзд АХЛ — 1996.
- Обладатель Джек Адамс Эворд — 2023.